# Турна
Турна (латыш. Turna) — населённый пункт в Валкском крае Латвии. Входит в состав Эргемской волости. Расстояние до города Валка составляет около 18,5 км. По данным на 2015 год, в населённом пункте проживало 94 человека.

## История
В советское время населённый пункт входил в состав Эргемского сельсовета Валкского района. В селе располагался колхоз им. Ленина.